# Nicotiana corymbosa
Nicotiana corymbosa är en potatisväxtart som beskrevs av Esprit Alexandre Remy. Nicotiana corymbosa ingår i släktet tobak, och familjen potatisväxter. Utöver nominatformen finns också underarten N. c. australis.